# تشلة خانة (كليبر)
تشلة خانة هي قرية في مقاطعة كليبر، إيران. في تعداد عام 2006 ، لوحظ وجودها، ولكن لم يتم الإبلاغ عن سكانها.